# 2. tisíciletí

## 11. století
- Byzantská říše pozvolna upadala, což vedlo k vzestupu Seldžuckých Turků, kteří dobyli Palestinu a dokonce samotný Jeruzalém, nejvýznamnější poutní místo křesťanů. Ti na to odpověděli Křížovými výpravami.
- Do dějin západní Evropy výrazně promlouvají Normané. Vilém I. Dobyvatel se v roce 1066 po bitvě u Hastingsu stal králem Anglie.

## 12. století
- Ve Francii vzniká nový stavební sloh - gotika. Později se rozšíří po celé Evropě.
- V Asii vzkvétá Khmérská říše. Jejím střediskem je nově vybudovaný chrámový komplex Angkor Vat.

## 13. století
Mongolský vůdce Čingischán díky brutálním praktikám při dobývání vytvořil největší říši v dějinách. Mongolská říše se začala rozpadat na konci století po smrti Kublajchána.

## 14. století
- Západní a jižní Evropu zasahuje morová epidemie. Podlehlo asi 25 milionů lidí (třetina evropské populace).
- Za vlády císaře Karla IV. se České země dostávají na svůj historický vrchol. Praha se stala hlavním městem Svaté říše římské a kulturním centrem.

Kolonizace světa 1492-2007

## 15. století
- Španělští a portugalští mořeplavci podnikají četné průzkumné výpravy, nejdříve kolem Afriky na východ, později na západ. Objevení Ameriky Kryštofem Kolumbem se považuje za konec středověku.
- V roce 1453 Osmanští Turci dobyli Konstantinopol. Tím zaniká Byzantská říše.

## 16. století
- Španělští conquistadoři dobývají Latinskou Ameriku. Hernán Cortés má na svědomí Aztéckou říši. Vinou Francisca Pizarra zanikla Incká říše.
- Křesťanskou Evropou se šířily masové protesty proti církvi, tzv. reformace. Vznikla Protestantská církev.

## 17. století
Náboženské války pokračovaly. Tou největší byla válka třicetiletá. Švédsko bylo v té době velmocí.

## 18. století
Po Španělsku a Portugalsku další evropské námořní velmoci zakládají velké kolonie. Jsou to zejména Velká Británie a Francie. S dobýváním a podmaňováním nových území roste také intenzita konfliktů, většinou mezi mocnostmi. Za celkového vítěze můžeme označit Velkou Británii.

## 19. století
- Velká Británie ovládá takřka celý svět, stává se velmocí číslo jedna. Zisky ze zámořských kolonií velmi výrazně podporují rozvoj britského průmyslu.
- Svět zažívá velký technologický pokrok, zejména v oblasti elektrotechniky. Toto období je známé jako vědecko-technická revoluce.

## 20. století
Mimořádně intenzivní rozvoj technologií způsobil mimo jiné i mimořádně krvavé konflikty. Během druhé světové války byly vyvinuty nukleární zbraně, které později dosáhly takového účinku, že by následky použití mohly být fatální. Studená válka snad právě proto nebyla válkou v pravém slova smyslu.